# Tempel von Marj Bisri
Im fruchtbaren Tal von Marj Bisri (arabisch مرج بسري) finden sich verschiedene archäologische Stätten. Dazu gehört der Tempel von Marj Bisri. Heute sind nur noch die Stümpfe von vier Granitsäulen mit einem Durchmesser von 1 m sichtbar, die früher wahrscheinlich zu einem römischen Tempel gehört haben. Der Tempel war ein viersäuliger Prostylos mit Korinthischer Ordnung. Sein Portal hatte etwa 14,7 m Höhe. Damit ist er vergleichbar mit den großen Tempeln des Libanon.
Der Verfall des Tempels hing wohl mit tektonischen Ereignissen zusammen. Wahrscheinlich blockierte ein Erdbeben an der Verwerfung von Roum durch einen Felssturz den Fluss Nahr al-Awali bei Marj Bisri im Gebiet, das als Al-Joube bekannt ist. Dieser natürliche Stausee ließ den Tempel und seine Umgebung im Schlamm versinken.